# Norma Cruz
Norma Angélica Cruz Córdova (Ciutat de Guatemala, setembre de 1962) és una activista guatemalenca reconeguda pel seu treball documentant la violència contra les dones, en la seva lluita en contra de la violència sexual i el feminicidi. Va fundar i ha dirigit la Fundació Sobrevivientes, una organització pels drets de les dones, des de principis de la seva concepció el 3 de juliol de 1996 fins al 2016, quan, a l'agost, va anunciar que deixava la direcció a causa d'una malaltia de caràcter progressiu que disminueix la seva capacitat motriu.
Ha rebut múltiples reconeixements nacionals i internacionals per la seva lluita en favor de les dones.

## Biografia
Va néixer a Ciutat de Guatemala, a l'entorn d'una família pobra amb vincles amb moviments revolucionaris. Als 12 anys es va incorporar a la guerrilla, i més tard a l'Exèrcit Guerriller dels Pobres. Als 13 anys va ser missionera a Campur, Alta Verapaz, de la congregació catòlica Esclaves del Sagrat Cor de Jesús. Entre 1977 i 1980 va dirigir associacions estudiantils en l'Institut María Luisa Samayoa Lanuza. El 1982 es va exiliar a Nicaragua, on va participar en la fundació de la Coordinadora Centroamericana Monseñor Romero; tornà al seu país natal cinc anys més tard.
El 1999 Norma Cruz i la seva filla, Claudia María Hernández Cruz, que va ser víctima de violència sexual per part del seu padrastre i militant de la guerrilla, varen començar una lluita buscant justícia. Estant ambdues en una sala d'espera del Ministeri Públic, van conèixer un nen víctima de violació sexual. Claudia María va proposar a Norma fer alguna cosa per no quedar impassibles davant tanta impunitat. Així va començar a gestar-se el concepte del que seria, anys després, la Fundació Sobrevivientes. En aquell moment, Claudia María i Norma van iniciar un procés d'acompanyament molt bàsic a la víctima i a la seva mare. El 2001 va començar a construir l'associació per proporcionar "suport emocional, social i legal a centenars de dones víctimes que busquen justícia i protecció", i fou fundada oficialment el 2003, any en què va realitzar la primera intervenció jurídica portant casos d'altres víctimes. El 2005 van començar a recolzar casos de feminicidi. Segons el Departament d'Estat dels EUA, "només el 2007, la seva fundació va ajudar a trobar, perseguir i condemnar 30 persones acusades d'assassinar dones. L'ONG té un refugi de víctimes i també lluita per protegir les mares amb bebès robats; entre el 2007 i 2010 va participar en la creació d'iniciatives com Cunas Vacías, pel robatori de menors d'edat amb finalitats d'adopcions il·legals internacionals, a més de la redacció de les lleis contra l'explotació sexual, així com contra el feminicidi, i el programa de recerca Alba-Keneth. Des de 2013 i de manera progressiva la direcció de la fundació va ser assumida per la seva filla Claudia María Hernández Cruz. L'agost de 2016 Norma Cruz va anunciar que deixava la direcció de la fundació per una neuropatia motora mixta desmielinitzant, malaltia que afecta el sistema motor, que l'obliga a utilitzar cadira de rodes.
Des de maig de 2009, Norma Cruz ha rebut repetides amenaces de violació i assassinat per missatges de text i telèfon; la seva família també ha denunciat amenaces. Tot i que el govern guatemalenc li ha proporcionat protecció policial, les amenaces han continuat, i Amnistia Internacional va designar el seu cas com a "prioritari" el 2011. El març de 2011, les oficines de la seva organització varen ser danyades per un còctel Molotov, tot i que ningú no va patir danys personals.
El 2009, el Departament d'Estat dels EUA va atorgar a Cruz el premi Internacional Dona Coratge, afirmant que és com "una inspiració i símbol de coratge i esperança per a les dones de Guatemala i les dones de tot el món que treballen per a un canvi positiu" i el 2011, Norma Cruz va rebre la insígnia de Dama de la Legió d'Honor de mans de l'ambaixador de França a Guatemala. A la primavera de 2011, l'American Repertory Theater de Boston i el System of a Down's Serj Tankian van dedicar la seva producció de Prometheus Bound a Cruz i set activistes més.